# Heletînți, Hmelnîțkîi
Heletînți (în ucraineană Гелетинці) este o comună în raionul Hmelnîțkîi, regiunea Hmelnîțkîi, Ucraina, formată numai din satul de reședință.

## Demografie
Componența lingvistică a comunei Heletînți
     Ucraineană (98,2%)
     Rusă (1,8%)
Conform recensământului din 2001, majoritatea populației comunei Heletînți era vorbitoare de ucraineană (98,2%), existând în minoritate și vorbitori de rusă (1,8%).